# Lechner
Lechner ist ein Familienname aus dem deutschsprachigen Raum und geht auf das Lehnswesen zurück. Er belegt den 37. Platz in der Liste der häufigsten Familiennamen in Österreich und ist in Deutschland, wo er mit 5649 Telefonbucheinträgen im Januar 2005 den 448. Platz belegte, gehäuft in den bayerischen Regierungsbezirken Oberbayern, Niederbayern, Schwaben und Mittelfranken anzutreffen.

## Namensträger

### A
- Adolf Lechner (1871–1936), Schweizer Theologe, Historiker und Archivar
- Ágost Lechner (1834–1901), ungarischer Jurist
- Alf Lechner (1925–2017), deutscher Bildhauer
- Alfred Lechner (Techniker) (1884–1944), österreichischer Techniker und Hochschullehrer für allgemeine Mechanik
- Alfred Lechner (Architekt) (1926–2017), österreichischer Architekt
- Alois Lechner (1849–1919), österreichischer Kaufmann und christlichsozialer Politiker
- Andreas Lechner (* 1959), deutscher Autor, Regisseur, Produzent, Komponist und Schauspieler
- Andreas Lechner (Architekt) (* 1974), österreichischer Architekt, Autor und Hochschulprofessor
- Anja Lechner (* 1961), deutsche Cellistin
- Anna Lechner (1893–1960), österreichische Musikpädagogin
- Anton Lechner (Schauspieler) (1845–1905), österreichischer Schauspieler, Regisseur und Theaterdirektor
- Anton Lechner (SS-Mitglied) (1907–1975), SS-Rottenführer und Mitglied der Wachmannschaften des KZ Auschwitz
- Anton Paul Lechner (1792–1860), österreichischer Kaufmann und Mitglied des Wiener Gemeinderates
- August Lechner (1903–1985), deutscher Politiker (KPD)
- Auguste Lechner (1905–2000), österreichische Schriftstellerin

### B
- Barbara Lechner (1942–2003), deutsche Grafikerin und Illustratorin
- Barbara Lechner (* 1982), deutsche Sportschützin, siehe Barbara Engleder
- Barbara A. J. Lechner, deutsche Chemikerin und Hochschullehrerin
- Bernard Lechner (1932–2014), US-amerikanischer Elektroingenieur

### C
- Christel Lechner (* 1947), deutsche Künstlerin
- Christine Lechner (* 1960), österreichische Architektin
- Christoph Lechner (Musiker) (* 1966), österreichischer Musiker
- Christoph Lechner (Snowboarder) (* 2000), deutscher Snowboarder
- Corinna Lechner (* 1994), deutsche Radrennfahrerin

### D
- Dominik Lechner (* 2005), österreichischer Fußballspieler

### E
- Elmar Lechner (* 1944), österreichischer Pädagoge
- Emil Lechner (1898–nach 1935), deutscher Bildhauer
- Emilio Lechner (* 1940), italienischer Rennrodler
- Erich Lechner (1937–2015), österreichischer Montanwissenschaftler und Hochschullehrer
- Erika Lechner (* 1947), italienische Rennrodlerin
- Erna Lechner (1940–2022), deutsche Bezirksbäuerin
- Ernst Lechner (Pfarrer) (1825–1912), deutscher reformierter Pfarrer, Zeitungsredaktor und -herausgeber sowie Landeskundler in Graubünden
- Ernst Lechner (Politiker) (1925–2013), deutscher Politiker (CSU)
- Eugen Lechner (1903–1971), deutscher Politiker (SPD)
- Eva Lechner (* 1985), italienische Radrennfahrerin
- Ewald Lechner (1926–2011), deutscher Politiker (CSU)

### F
- Federico Lechner (* 1974), argentinischer Jazz- und Tangomusiker
- Ferdinand Lechner (1855–1911), deutscher Maler
- Florian Lechner (Künstler) (* 1938), deutscher Künstler und Designer
- Florian Lechner (Fußballspieler) (* 1981), deutscher Fußballspieler
- Florian Lechner (Fußballschiedsrichter) (* 1991), deutscher Fußballschiedsrichter
- Florian Lechner (Snowboarder) (* 2005), deutsch-österreichischer Snowboarder
- Frank Lechner (* 1964), deutscher Basketballspieler
- Franka Lechner (* 1944), österreichische Künstlerin und Lyrikerin
- Franz von Lechner (1820–1879), österreichischer Notar
- Franz Lechner (Politiker, 1883) (1883–1958), österreichischer Politiker (CS, ÖVP), Oberösterreichischer Landtagsabgeordneter
- Franz Lechner (Politiker, 1900) (1900–1975), österreichischer Politiker (ÖVP), Nationalratsabgeordneter
- Franziska Lechner (1833–1894), österreichische Ordensgründerin
- Friedrich Lechner, Pseudonym von Salomon Hermann Mosenthal (1821–1877), deutsch-österreichischer Dramatiker, Librettist und Bibliothekar
- Friedrich Lechner (1910–2007), österreichischer Gießer, Konstrukteur und Lepidopterologe
- Fritz Lechner (1921–2013), deutscher Chirurg und Hochschullehrer

### G
- Gabriele Lechner (1961–2022), österreichische Opern- und Konzertsängerin
- Geno Lechner (* 1965), deutsche Schauspielerin
- Georg Lechner (Fußballspieler, 1918) (1918–2004), deutscher Fußballspieler
- Georg Lechner (Unternehmer) (1926/1927–2009), deutscher Unternehmer und Firmengründer
- Georg Lechner (Romanist) (* 1934), deutscher Romanist
- Georg Lechner (Fußballspieler, 1941) (* 1941), deutscher Fußballspieler
- Gerhard Lechner (Mediziner) (1937–2017), österreichischer Mediziner und Hochschullehrer
- Gerhard Lechner (Künstler) (* 1941), österreichischer Bildhauer und Maler
- Gregor Lechner (Abt) († 1558), Benediktinerabt
- Gregor Martin Lechner (1940–2017), Benediktinermönch und Kunsthistoriker
- Gyula Lechner (1841–1914), ungarischer Maler, Schriftsteller und Jurist

### H
- Hanns Lechner (vor 1899–1954), deutscher Werbefachmann
- Hans Lechner (Bildhauer) (1882–1972), österreichischer Bildhauer
- Hans Lechner (Politiker, 1883) (1883–1965), deutscher Landwirt, Jurist und Politiker (BP), MdL Bayern
- Hans Lechner (Politiker, 1898) (1898–1968), deutscher Politiker, Bürgermeister von Freising
- Hans Lechner (Beamter) (1906–1986), deutscher Ministerialbeamter
- Hans Lechner (Politiker, 1913) (1913–1994), österreichischer Agrarwissenschaftler, Jurist und Politiker (ÖVP)
- Hans Lechner (Fußballspieler), deutscher Fußballspieler
- Hans Hermann Lechner (1931–2020), deutscher Wirtschaftswissenschaftler und Hochschullehrer
- Harald Lechner (* 1982), österreichischer Fußballschiedsrichter
- Heinrich Lechner (Generalmajor) (1884–1959), österreichischer Militär und Generalmajor der deutschen Wehrmacht
- Heinrich Lechner (Unternehmer) (* 1947), österreichischer Unternehmer
- Heinz Lechner (1928–2020), österreichischer Anwalt und Fechtsportler
- Helmut Lechner (Mediziner) (1927–2006), österreichischer Neurologe, Psychiater und Hochschullehrer
- Helmut Lechner (Pädagoge) (* 1960), deutscher Pädagoge und Hochschullehrer
- Hermann Lechner (Maler) (Franz Hermann Lechner; 1879–1924), deutscher Maler
- Hermann Lechner (Politiker) (1924–2012), österreichischer Politiker (SPÖ) und Volksschuloberlehrer
- Hermi Lechner (1930–2021), österreichische Wienerliedinterpretin
- Horst Lechner (1959–2014), österreichischer Architekt, Innenarchitekt und Ziviltechniker

### I
- Ingrid Lechner-Sonnek (* 1953), österreichische Politikerin (Grüne), Landtagsabgeordnete in der Steiermark

### J
- Johann Lechner (Historiker) (1874–1927), österreichischer Historiker
- Johann Lechner (Songwriter) (* 1957), österreichischer Songwriter (Tondichter) und Saxophonist
- Jörg-Johannes Lechner (* 1966), deutscher Erziehungswissenschaftler und Philosoph
- Josef Lechner (Unternehmer, 1851) (1851–1925), italienischer Unternehmensgründer
- Josef Lechner (Politiker) (1884–1965), deutscher Landwirt und Politiker (BP), MdL Bayern
- Josef Lechner (Unternehmer, 1892) (1892–1973), italienischer Unternehmer
- Josef Lechner (Leichtathlet) (* 1954), deutscher Mittel- und Langstreckenläufer
- Josef Lechner (Skeletonpilot), deutscher Skeletonpilot
- Joseph Lechner (1893–1954), deutscher römisch-katholischer Kirchenrechtler und Liturgiker

### K
- Karl Lechner (Politiker), österreichischer Politiker (CSP)
- Karl Lechner (Historiker, 1855) (1855–1926), österreichischer Historiker und Lehrer
- Karl Lechner (Historiker, 1897) (1897–1975), österreichischer Historiker und Hochschullehrer
- Karl Lechner (Fußballspieler), österreichischer Fußballspieler
- Karl Lechner (Ökonom) (1927–1982), österreichischer Wirtschaftswissenschaftler und Rektor der Uni Graz
- Karl Lechner (Radsportler), österreichischer Radsportler
- Károly Lechner (1850–1922), ungarischer Psychiater
- Kerim Lechner (* 1989), österreichischer Schlagzeuger, Songwriter und YouTuber
- Katharina Lechner (* 2005), deutsche Skirennläuferin
- Konrad Lechner (Abt) (1901–1994), Propst des Klosters Neustift
- Konrad Lechner (1911–1989), deutscher Komponist
- Korbinian Lechner (1902–1977), deutscher Schriftsteller, Journalist und Kreisheimatpfleger
- Kurt Lechner (* 1942), deutscher Politiker (CDU)

### L
- Lajos Lechner (1833–1897), ungarischer Bautechniker
- Laura Lechner (* 1973), deutsche Künstlerin
- Leonhard Lechner (1553–1606), deutscher Komponist
- Ludwig Lechner (1855–1930), österreichischer Lehrer
- Lukas Lechner (* 1988), deutscher Fußballspieler

### M
- Manfred Lechner (* 1938), deutscher Fußballspieler
- Martin Lechner (* 1951), deutscher Theologe und Hochschullehrer
- Martin Lechner (Autor) (* 1974), deutscher Schriftsteller
- Martina Lechner (* 1978), österreichische Skirennläuferin
- Martina Lechner (Schauspielerin) (* 1987), österreichische Musicaldarstellerin und Podcastproducerin
- Matthias Lechner (Politiker) (* 1951), deutscher Politiker (CDU), Oberbürgermeister von Görlitz (1990–1998)
- Matthias Lechner (Artdirector) (* 1970), deutscher Artdirector und Animationsfilmer
- Matthias Lechner (Skibergsteiger) (* 1994), österreichischer Skibergsteiger
- Max Lechner (* 1932), Schweizer Architekt
- Maximilian Lechner (* 1990), österreichischer Poolbillardspieler
- Michael Lechner (1785–1843), österreichischer Verleger und Buchhändler

### N
- Natalie Bauer-Lechner (1858–1921), Bratschistin und langjährige Vertraute von Gustav Mahler
- Norbert Lechner (* 1961), deutscher Regisseur, Drehbuchautor und Filmproduzent

### O
- Odilo Lechner (1931–2017), deutscher Benediktinerabt
- Ödön Lechner (1845–1914), ungarischer Architekt
- Oskar Lechner (1897–1976), Jurist, Präsident Oberlandesgericht Bamberg
- Otto Lechner (* 1964), österreichischer Akkordeonspieler

### P
- Patrick Lechner (* 1988), deutscher Radrennfahrer
- Paul Lechner (1865–1930), österreichischer Bankfunktionär und -manager
- Peter Lechner (Theologe) (1805–1874), deutscher katholischer Theologe, Benediktiner
- Peter Lechner (Bildhauer) (* 1939), deutscher Bildhauer
- Peter Lechner (* 1966), österreichischer Naturbahnrodler
- Peter Wolfgang Lechner (1717–1788), deutscher Pfarrer und Komponist
- Petr Lechner (* 1984), tschechischer Bahn- und Straßenradrennfahrer

### R
- Robert Lechner (Radsportler) (* 1967), deutscher Radrennfahrer
- Robert Lechner (Rennfahrer) (* 1977), österreichischer Motorsportler
- Rolf Lechner (* 1942), deutscher Unternehmer
- Rudolf Lechner (Verleger) (1822–1895), österreichischer Verleger
- Rudolf Lechner (Unternehmer) (1927–2007), deutscher Ingenieur und Unternehmer

### S
- Sebastian Lechner (* 1980), deutscher Politiker (CDU)
- Simoné Goldschmidt-Lechner, afrodiasporische deutsch- und englischsprachige Autorin, Übersetzerin, Kuratorin, Herausgeberin und interdisziplinäre Künstlerin
- Silvester Lechner (* 1944), deutscher Historiker und Autor.
- Stefan Lechner (* 1964), österreichischer Historiker
- Sven Lechner (* 1985), deutscher Handballspieler

### T
- Theo Lechner (1883–1975), deutscher Architekt und Hochschullehrer
- Theodor Lechner (1872–1932), deutscher Ingenieur und Eisenbahnunternehmer
- Thomas Lechner (Architekt) (* 1970), österreichischer Architekt
- Thomas Lechner (Handballspieler) (* 1985), österreichischer Handballspieler
- Thomas Lechner (Fußballspieler, 1985) (* 1985), österreichischer Fußballspieler
- Thomas Lechner (Paukist) (* 1986), österreichischer Paukist

### V
- Valentin Lechner (1777–1849), österreichischer Komponist, Organist und Verwaltungsbeamter

### W
- Walter Lechner senior (1949–2020), österreichischer Automobilrennfahrer
- Walter Lechner junior (* 1981), österreichischer Automobilrennfahrer
- Werner Lechner (1929–2015), deutscher Industriemanager
- Wilhelm Lechner (1890–1977), deutscher Bildhauer, Innenarchitekt und Freikorpskämpfer (Bund Oberland)
- Wolfgang Lechner (* 1953), österreichischer Journalist